# Дзвін (гурт)
Дзвін — український музичний гурт, лауреат фестивалю «Пісенний вернісаж», створений 1989 року у Трускавці.

## Історія
ВІА «Дзвін» започаткували музиканти, що грали до того на танцях в Трускавецькому Палаці Культури ім. Т. Шевченка, а саме в танцювальному залі, відомому у відпочиваючих та місцевих жителів, як «Шайба».
У лютому 1989 року майбутні учасники гурту, Іван Гораль — соліст, Володимир Білецький — гітарист і вокаліст, Віктор Гамов — бас-гітарист, Анатолій Іванюк — клавішник, композитор та аранжувальник, Ярослав Грабинський — концертний звукорежисер, одночасно залишили танцмайданчик і вирішили зайнятись самостійною концертною діяльністю. Це були ще радянські часи, хоча вже настала «Перебудова».

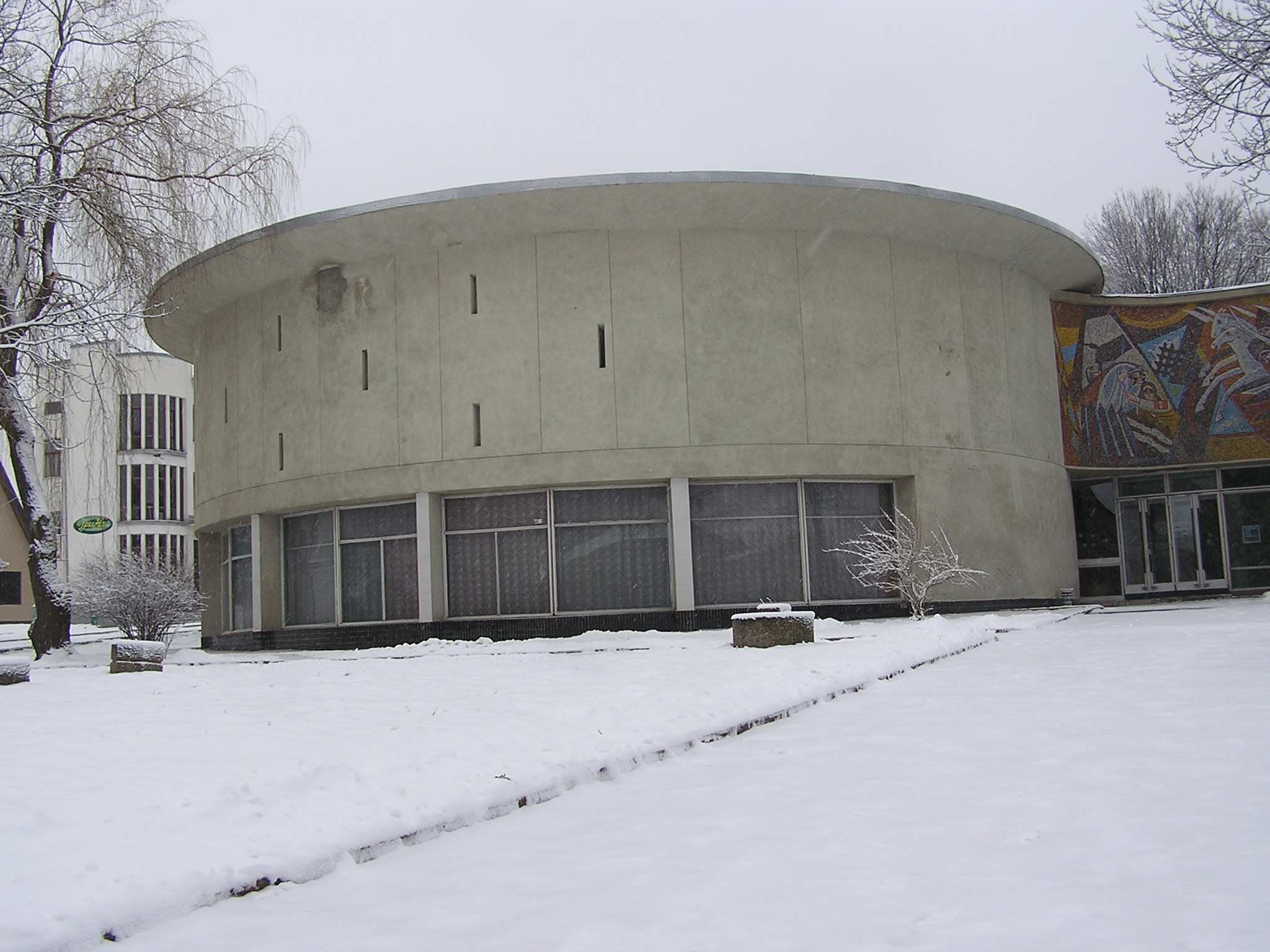
Так звана «Шайба»

Перше, чим зайнялись музиканти, було придбання музичних інструментів та власної апаратури. До того вони грали на обладнанні Палацу Культури. Об'їхавши пів України, нарешті придбали інструменти та звукове обладнання. Розпочалася праця над створенням майбутньої концертної програми. Збирались на квартирі у соліста Івана Гораля для репетицій. 
У репертуар увійшли народні та популярні пісні. Десь за місяць вже була готова програма і у березні цього ж року її випробували на весіллі, куди гурт було запрошено пограти. Виступ дуже сподобався гостям цього свята, і музикантів стали часто запрошувати на інші весілля. Таким чином виходило, що «Дзвін» міг стати популярним весільним гуртом. Проте метою музикантів була концертна діяльність, тому одностайно вирішили відмовитись від виступів на весіллях. Але ж і жити потрібно було за щось, а також потрібна була репетиційна база. Тому хлопці прийняли рішення грати на танцювальному майданчику в одному з трускавецьких пансіонатів. Маючи всього два виступи на тиждень, музиканти решту часу віддавали репетиціям.
Вже у квітні 1989 року розпочалась концертна діяльність. Спочатку це були виступи у трускавецьких санаторіях. Виходило до 15 концертів на місяць тільки в Трускавці. «Обкатавши» програму, захотіли розширити географію.
До Трускавця та Дрогобича у травні приїхав музичний гурт з Польщі «Балкан-електрик» і організатори запропонували гурту «Дзвін» виступити на «розігріві» на концерті у Дрогобичі. По всьому місті були розклеєні афіші про спільний виступ «Дзвону» та «Балкан-електрик». Зібрався повний зал колишнього кінотеатру «Аврора», близько 700 чоловік. Такої кількості глядачів у музикантів «Дзвону» ще не було. Свій виступ розпочали піснею Володимира Івасюка «Червона рута». Зал прийняв виступ з перших акордів і так тривало до кінця виступу гурту. Це був справжній успіх. Про гурт почали говорити у Дрогобичі. На цьому концерті також були присутні багато друзів музикантів, серед яких і майбутні учасники гурту «Соколи» Михайло Мацялко, Марія Шалайкевич та Ярослав Дуб, які на цей час працювали в місцевому ресторані «Берізка». Через кілька днів Михайло, Марія та Ярослав приїхали до «Дзвону» і запропонували об'єднатись для спільної концертної діяльності. Музиканти «Дзвону» відразу погодились, бо таким чином вирішувалось питання менеджменту, яке взяв на себе Михайло Мацялко та деяке технічне забезпечення. Поки йшла робота над створенням уже спільної концертної програми, а це тривало протягом літа, «Дзвін» ще у старому складі продовжував виступати на танцювальних майданчиках та концертувати по трускавецьких санаторіях.

### «Дрогобицький період» гурту
У травні 1989  музиканти перебралися під дах Дрогобицького міського будинку культури. В цей час у Трускавці відбувались мітинги на захист української мови та інші національно-патріотичні заходи. Учасники гурту у старому складі стали членами Товариства української мови ім. Т. Шевченка. За безпосередньої участі гурту збирались кошти на пам'ятник Кобзареві у Трускавці.
Влітку цього ж року відбувся сольний концерт у міському будинку культури. Зал не вмістив усіх бажаючих і багато людей слухали виступ «Дзвону» на вулиці.
У серпні 1989 року на мітингу, присвяченому річниці заснування Запорізької Січі, вперше в радянській Україні учасниками гурту було виконано заборонені повстанські пісні, серед яких була пісня «Червона калина» та гімн «Ще не вмерла Україна». Про це було опубліковано у саміздатівській газеті «Голос Карпат». Після публікації, директора будинку культури викликали у міськком партії на розмову. Але хлопці не звертали уваги на попередження директора і згодом, на одній з репетицій, на сцені Дрогобицького будинку культури, було записано гімн для першого з'їзду Народного Руху України у Києві, де він і прозвучав у запису «Дзвону».[джерело?]
До кінця серпня було завершено роботу над створенням музичної частини концертної програми. Для постановки було запрошено львівського режисера Володимира Миронюка. Фінальні репетиції тривали протягом трьох днів. Концертна програма складалась на третину із авторських пісень, ще на третину із народних та на третину із заборонених патріотичних.
Настав час першого концерту. Бажаючих було стільки, що зал будинку культури не вмістив і було додано ще один концерт, який був також з аншлагом. На цьому концерті були присутні перший секретар міськкому партії та пропагандист. Коли прозвучали стрілецькі пісні, глядачі встали і не сідали вже до кінця програми. Звичайно, разом з усіма змушені були стояти і комуністичні функціонери. У фіналі концерту хлопці заспівали «Червону калину», гімн «Ще не вмерла Україна» та духовний гімн «Боже великий єдиний». Це був насправді сміливий вчинок, адже ще існував Радянський Союз, проте негативних наслідків не було.
Окрилені музиканти продовжували збиратись на репетиції, але вже для того, щоб створювати власні пісні. Проте, на одній з репетицій, Михайло Мацялко, відчувши кон'юктуру, сказав, що гурту потрібно більше працювати з народним репертуаром, особливо з піснями УПА. Він це мотивував тим, що з таким репертуаром гурт зможе поїхати за океан і добре на цьому заробити, а власні пісні, мовляв, нікому не потрібні. Його підтримали Марія Шалайкевич та Ярослав Дуб. В противагу цьому старі учасники записали авторську колядку «Предвічна ніч» і знялись у програмі на львівському телебаченні. Виник конфлікт, після якого «Дзвін» розвалився на дві частини. Старі учасники залишили за собою назву «Дзвін», а нові учасники 20 січня 1990 року створили гурт «Соколи». Вже через півроку «Соколи» поїхали на гастролі за океан, а «Дзвін» продовжили концертну діяльність вдома.
За підтримки дрогобицької швейної фабрики здійснили давню мрію — записали на студії «Млин» Ростислава Штиня перший альбом із дев'яти пісень. Згодом відзняли на республіканському телебаченні відеофільм з восьми пісень «Біля берега мрій». Одну з пісень «Чорні ворони» у фільм не взяли через те, що у ній зачеплена була тема Голодомору. На радіо також цю пісню не брали. Відеофільм демонструвався дуже часто.
Гурт «Дзвін» у листопаді перебралися під «дах» трускавецького санаторію «Карпати». Очолив гурт композитор, клавішник і аранжувальник Анатолій Іванюк (16.02.65), а з першого складу «Дзвону»: гітарист Володимир Білецький, співак Іван Гораль та звукорежисер Ярослав Грабинський. Гурт успішно концертує районними центрами Львівської, Тернопільської та Івано-Франківської областей. Також відбулось два аншлагових концерти у Палаці культури ім. Гагаріна у Львові та концерт в Івано-Франківську.
В січні 1992 року до «Дзвону» долучились барабанщик Віктор Лесюк та співак Андрій Смакула (обидва екс-«Форте»). Також до «Дзвону» долучився скрипаль Роман Касперський та співак та саксофоніст Павло Марківський, який виступав під псевдонімом «Місько Джек Син». Згодом до гурту було запрошено бас-гітариста Ігоря Мінчака та гітариста Ігоря Піхоцького. В країні на той час були дуже складні економічні часи. Інфляція швидко з'їдала зароблені гроші. Концертів ставало менше, тому музиканти в черговий раз здійснили спробу грати на танцмайданчику і таким чином зберегти колектив для концертної діяльності. «Дзвін» знову починає працювати у «Шайбі» Палацу культури ім. Шевченка. Це тривало близько року.
В 1993 році до гурту долучився клавішник і звукорежисер Євстахій Буняк. Продовжується концертна діяльність. Відбулось кілька аншлагових концертів і серед них концерт з нагоди п'ятиріччя «Дзвону».
На студії «Інгалвокс» здійснили запис нових пісень «Доленька», «Моя кралечка», «Осінь», «Весняний промінь», «Ніч» (звукорежисер Едвард Григор'єв). 
Згодом, на «Студії Лева» записали «Мій талісман», «Фея ночі» (звукорежисер Володимир Критович) — у квітні 1995 року ця пісня стала третьою в хіт-параді «12 мінус 2». В 1995 році альбом «Мій талісман» був виданий лейблом «НАК». 
В 1996 році Анатолій Іванюк створив студію звукозапису «Наутілус» — її послугами користувалися «Соколи», Володимир Гамера, Роксолана Кузик, Галина та Ярослав Борути, Марина Громенко, Інеса Братущик та Орест Хома.
В січні 1996 р. «Дзвін» став лауреатом фестивалю «Пісенний вернісаж» у Києві.
Виступили у лютому 1996 року з сольною програмою в концертному залі санаторію «Кришталевий Палац». На концерті був присутній президент України Леонід Кучма. Після цього «Дзвін» було запрошено виступити в Києві в оперному театрі в святковому концерті до дня 8 березня. В травні цього ж року гурт «Дзвін» запросили до Кривого Рогу, де вони виступили на стадіоні разом з місцевою командою автокаскадерів. У серпні гурт було запрошено взяти участь у святковому концерті до 5 річниці Незалежності України. Восени цього ж року, у складі великої мистецької делегації «Дзвін» полетів до Казахстану у гастрольний тур на святкування Днів України. Взяли участь у п'яти концертах.
Після повернення в Україну ще продовжувалась концертна діяльність, але прогресу в творчості не відбувалось.

## Розпад гурту
Навесні 1997 року Анатолій Іванюк та Андрій Смакула вирізнилися і започаткували новий проект — гурт «НЕМО». «Дзвін» виступав ще деякий час, а потім припинив своє існування. Лідер гурту Іван Гораль помер. 
З 2001 року колишні учасники «Дзвону» барабанщик Віктор Лесюк та гітарист Володимир Білецький мають постійний ангажемент у Нижньовартівську (Західна Сибір) — грають у ресторані «Україна», їздять туди вахтовим способом.

## Альбоми
- «Біля берега мрій»
- «Мій талісман» (1995)
- «Дивосвіт»